# بكتيريا ذهبية ديتشونغية
بكتيريا ذهبية ديتشونغية (الاسم العلمي: Chryseobacterium daecheongense) هي نوع من البكتيريا، سلبية الغرام، تتبع جنس عصوية ذهبية.